# Самбхар
Самбха́р (англ. Sambhar Lake) — крупнейшее солёное озеро Индии. Располагается на северо-западе страны в штате Раджастхан.
В разгар сезона дождей площадь водной поверхности Самбхара может достигать 230 км². Площадь водосборного бассейна озера составляет 5700 км².
Рапа озера Самбхар используется для добычи соли (санчал) на протяжении как минимум 15 последних веков, в нынешнее время объёмы производства достигают тысяч тонн в год.
С марта 1990 года территория озера и его побережья общей площадью в 24 тысяч га включена в перечень водно-болотных угодий международного значения, подпадающих под действие Рамсарской конвенции.